# RNA
Ribonukleinsyre (RNA; engelsk: ribonucleic acid). RNA består, ligesom DNA (deoxyribonukleinsyre), af kæder af nukleotider og har forskellige funktioner i cellen. tRNA (transfer RNA eller adaptor RNA) bruges til at transportere aminosyrer hen til ribosomerne under den naturlige proteinsyntese, mens mRNA (messenger RNA) er et midlertidigt budbringermolekyle, der bringer en génsekvens lagret i DNA ud til cellens cytoplasma, hvor sekvensen oversættes til protein. Ribosomerne er selv opbygget delvist af RNA, det såkaldte rRNA, eller ribosomalt RNA.
De fleste organismers arvemateriale er baseret på DNA, men visse vira bruger RNA i stedet. I denne type virus kan RNA i nogle tilfælde oversættes til DNA som en del af virussens livscyklus, ved brug af et enzym kaldet revers transkriptase.
RNA er kemisk opbygget stort set som DNA. Dog er RNA som oftest enkeltstrenget og indeholder uracil i stedet for thymin. Desuden er sukkergruppen i RNA en ribose (dvs. at den har en hydroxylgruppe på både 2' og 3' positionen), hvor den i DNA er en 2'-deoxyribose (dvs. at den kun har en hydroxylgruppe på 3' positionen). Denne forskel er vigtig, da den ekstra hydroxylgruppe i RNA kan reagere; den ekstra hydroxylgruppe kan f.eks. bruges til at lave et forgrenet RNA-molekyle, som det sker i splejsning.
Hidtil har man antaget at oversættelsen fra DNA til i RNA i f.eks. mennesker, var en én-til-én, det viser sig ikke helt at være tilfældet.

## RNA-verden?
I bestræbelserne for at forklare fremkomsten af biomolekyler og de første levende celler, har det vigtige spørgsmål været om det var peptider først, DNA først eller RNA først. I 2015 ser svaret ud til at være peptider og RNA.

## mikroRNA
mikroRNA eller miRNA er små ikke-kodende RNA-molekyler indeholdende ca. 22 nukleotider, der fungerer i den post-transkriptionelle regulering af genekspressionen. Det er små molekyler med stor effekt.

## RNA-virus
Mange sygdomsfremkaldende virus er opbygget med RNA som genom, beskyttet af en proteinkappe kaldet kapsid og evt. en membrankappe: Retrovirus, Coronavirus (inkl. MERS-virus, SARS-virus og 2019-nCoV), Zikavirus, Hepatitis C-virus, Ebolavirus, Influenza-virus, forkølelses-virus, HIV = Human Immunodeficiency Virus